# Triantafyllos (Heiliger)
Der Heilige Triantaphyllos (griech. Τριαντάφυλλος; * ca. 1665; † 8. August 1680) ist ein Märtyrer und Heiliger der griechisch-orthodoxen Kirche. Er wurde in Zagora, dem damals osmanisch kontrollierten Gebiet Griechenlands, geboren und lebte als Fischer in Konstantinopel. Eines Tages wurde er während des Fischens von den Türken gefangen genommen und gefoltert, da er seinen christlichen Glauben nicht ablegen wollte und sich nicht zum Islam bekannte. Unter der Folter starb er. Der Legende nach belohnte Gott sein Opfer, indem seine Gebeine einen lieblichen Duft verströmen.
In Zagora wurde zu seinen Ehren eine kleine Kirche errichtet.